# Zephyranthes miradorensis
Zephyranthes miradorensis är en amaryllisväxtart som först beskrevs av Friedrich Fritz Wilhelm Ludwig Kraenzlin, och fick sitt nu gällande namn av Mario Adolfo Espejo Serna och López-ferr. Zephyranthes miradorensis ingår i släktet Zephyranthes och familjen amaryllisväxter. Inga underarter finns listade i Catalogue of Life.